# Medalha Ruth Cardoso
A Medalha Ruth Cardoso é uma premiação brasileira que foi institucionalizada em novembro de 2008 por meio do Decreto de nº 53.721, posteriormente alterado pelo Decreto nº 57.828, de março de 2012. Desde então a medalha é entregue todos os anos nas comemorações do Dia Internacional da Mulher. A medalha recebe o nome da socióloga e ex-primeira-dama brasileira Ruth Cardoso.

## 2019
- Mara Gabrilli - senadora
- Luciana Camargo Renesto Ruivo - delegada titular da Defesa da Mulher de Ribeirão Preto
- Maria Clementina de Souza - delegada titular da 6ª Delegacia de Proteção ao Idoso da região de Santo Amaro
- Raquel Preto - diretora tesoureira da Ordem dos Advogados do Brasil de São Paulo (OAB/SP)
- ONG Defesa da Cidadania da Mulher, representada na solenidade pela presidente da entidade, Ana Sílvia Passberg de Amorim.